# Леонард I фон Таксис
Леонард I фон Таксис (на немски: Leonhard I. von Taxis; на френски: Leonard de Tassis; * ок. 1522; † 5 май 1612 в Брюксел) е фрайхер от род Таксис, ръководи пощата в Брюксел на Свещената Римска империя на 31 декември 1543 г. след смъртта на брат му Франц II фон Таксис († 1543) той е номиниран за генерален пост-майстер (1543 – 1612).
Той е син на Йохан Баптиста фон Таксис от Регенсбург († 1541), имперски генерален пощенски майстер (1517 – 1541), и съпругата му Кристина фон Вахтендонк († 1561). Внук е на Руджерио II фон Таксис († 1514/1515) и на	Алегрия Албричи († 1514).
Император Карл V го прави на 31 декември 1543 г. генерал-постмайстер. На 15 февруари 1556 г. Леонхард е генерален постмайстер на Испанска Нидерландия. На 21 август 1563 г. император Фердинанд I също го одобрява за имперски генерален постмайстер в австрийските наследствени земи. На 24 август 1564 г. той се разбира с император Максимилиан II да сеобединят двете пощи в Аугсбург под командването на Брюксел. През 1574 г. Испания има за втори път държавен банкрот. Въстанието в Нидерландия води до арестуването на брат му, дипломата Йохан Баптиста фон Таксис, в Брюксел. Леонхард успява обаче да освободи брат си. Следващите безпокойствия в Брюксел принуждават Леонхард и син му Ламорал да избягат през края на януари 1577 г. в походния лагер на Дон Жуан д’Аустрия в Люксембург. На 7 декември 1577 г. генералните държави свалят нидерландския щатахалтер Дон Жуан д’Аустриа, конфискуват собстевеността на Леонхард в Брюксел и го свалят от поста му ръководител на нидерландската поща и поставят нидереландеца Йохан Хинкарт.
Едва на 25 октомври 1579 г. Леонхард I става отново нидерландски постмайстер в Брюксел.
Император Рудолф II номинира Леонард I заедно със син му през 1606 г. на императорски камерхер и на 16 януари 1608 г. на наследствен имперски фрайхер. На 27 юли 1615 г. син му става наследствен главен генерал-пощенски майстор и на 8 юни 1624 г., един месец преди смъртта му, заедно с наследниците му е издигнат на имперски граф.
Леонард I фон Таксис умира на 5 май 1612 г. в Брюксел на ок. 90 годинии и е погребан там в църквата „Нотър Дам ду Саблон“.

## Фамилия
Леонард I фон Таксис се жени 1546 г. за Маргарета Дамант († 12 октомври 1549, погребана в Брюксел), дъщеря на Пиер Дамант. Те имат една дъщеря:
- Кристина († сл. 16 август 1620), омъжена на 15 февруари 1571 г. в Брюксел за Йан ван дер Ноот († пр. 1611)

Леонард I фон Таксис се жени втори път пр. 1556 г. за Луиза Боасот де Роуа († 10 юли 1610, погребана в Брюксел), дъщеря на Пиер Боасот († 1561) и Луиза де Тиснак († 1569). Те имат децата:
- Ламорал фон Таксис (* 1557; † 7 юли 1624 в Брюксел), граф, женен на 8 октомври 1584 г. в Аугсбург за графиня Геновева фон Таксис († сл. 14 януари 1628)
- Йохан Баприст (* 1566; † 1580 в Монс и погребан там)
- Кристина († сл. 16 август 1620), омъжена на 15 февруари 1571 г. в Брюксел за Йан фон дер Ноот († 1611)
- Кристина (* ок. 1570, кръстена 23 октомври 1570)
- Валерия (* ок. 1573; † 1643), омъжена на 12 януари 1588 г. в Брюксел за Августин де Херера, маркиз се Педрака испански губернатор на Женева († 1612); става монахиня
- Катарина (* ок. 1573)
- Маргарета, омъжена на 5 февруари 1596 г. за Диего Родригез де Оливарез, губернатор на Нюпорт
- Николаус (* ок. 1576)